# Totales Bamberger Cabaret
Das Totale Bamberger Cabaret (TBC) ist eine deutsche Kabarettgruppe aus Bamberg.

## Entwicklung und Wirken der Gruppe

### Besetzung
In der Besetzung mit Daniel Schmidt, Helmut Vorndran und Mäc Härder wurde das Trio vor 1986 einem größeren Publikum bekannt; dann kam Georg Koeniger für Daniel Schmidt, 2002 Florian Hoffmann für Härder und 2013 Michael A. Tomis anstelle von Helmut Vorndran. 2023 kam Martin Hanns für Tomis als neues Mitglied hinzu.

### Wahlbewerber
In die regionalen Schlagzeilen kam das Trio mit der Kandidatur in der Kommunalwahl 1994. Alle drei bewarben sich für das Amt des scheidenden Bamberger Oberbürgermeisters Paul Röhner. Obwohl sie kaum noch Werbung benötigten, kam ihnen im Jahr der Bürgermeister von Leutershausen (Landkreis Ansbach) zu Hilfe. Dieter Gundel verbot kurzfristig einen bereits genehmigten Auftritt des Trios. Begründung: Das Programm passe nicht zum Termin, der diesmal auf den Gründonnerstag fiel. Daher wichen sie von einer Regel ab und spielten an ihrem sonst spielfreien Montag.

### Erfolge
Erfolgreich waren die Kabarettisten bayernweit 2006 mit dem Programm Goldene Z@iten. In der Frankenschau des BR waren die Drei mit einer Glosse von März 2006 bis November 2007 zu sehen. Seit 2008 waren sie mit ihrem neuen Programm Gesunde Härte auf Tournee. Von April 2008 bis Januar 2009 war TBC auf Antenne Bayern in der Comedy-Serie Finanzamt Forchheim zu hören. Zusammen mit dem Freien Fränkischen Bierorchester trat das Totales Bamberger Cabaret seit 2007 in Franken mit dem „Bierprogramm“ ähnlich wie Biermösl Blosn & Gerhard Polt auf.
Mit der aktuellen Tour Macht ja sonst keiner ist das TBC seit 2023 zum Großteil im fränkischen Raum unterwegs. Motto: „Lachen Sie! Wir kümmern uns um die Details“.

## Kabarettprogramme
TBC bestehend aus: Mäc Härder, Helmut Vorndran, Daniel Schmidt
- 1985 „Am besten nichts Neues“
- 1987 „Der Zwerg ruft“

TBC bestehend aus:  Mäc Härder, Helmut Vorndran, Georg Koeniger
- 1988 „Ein Platz an der Tonne“
- 1990 „Die Frankenmafia“
- 1992 „Bloß nicht hingehn“
- 1995 „Lebenslänglich“
- 1998 „Pest of“

TBC–New Edition bestehend aus: Helmut Vorndran, Georg Koeniger, Florian Hoffmann
- 2002 „Die Krankenmafia“
- 2004 „Schluss mit dem Unsinn“
- 2006 „Goldene Z@iten“
- 2007 „Bierprogramm (mit FFB)“
- 2008 „Gesunde Härte“
- 2011 „Stresstest“

TBC bestehend aus: Georg Koeniger, Florian Hoffmann, Michael A. Tomis
- 2013 „Lachablösung“
- 2015 „dAPPen wie wir“
- 2017 „Aller Unfug ist schwer“
- 2019 „Wann, wenn nicht wir?“
- 2021 „Bevor wir’s vergessen – TBC Greatest Witz“

TBC bestehend aus: Georg Koeniger, Florian Hoffmann, Martin Hanns
- 2023 „Macht ja sonst keiner“

## Diskographie
- 1990 Die Frankenmafia: das Buch, das dieses Land schon lange verdient hat/Totales Bamberger Cabaret. Collibri-Verlag, Bamberg, 1990, ISBN 3-926946-07-5
- 1992 Bloß nicht hingehn (CD)
- 1995 Denn sie wissen nicht, was sie tun (Video)
- 2002 Die Krankenmafia (DVD)
- 2004 Schluß mit dem Unsinn (DVD)
- 2007 Die Merkel (CD)
- 2008 Goldene Z@iten (DVD)